# Kalenborn, Cochem-Zell
Kalenborn là một đô thị thuộc huyện Cochem-Zell, bang Rheinland-Pfalz, Đức. Đô thị này có diện tích 5,3 ki-lô-mét vuông.